# Боскаријело (Салерно)
Боскаријело је насеље у Италији у округу Салерно, региону Кампанија.
Према процени из 2011. у насељу је живело 281 становника. Насеље се налази на надморској висини од 38 м.